# BAFTA (премия, 1987)
40-я церемония вручения наград премии BAFTA

Лучший фильм: 

Комната с видом 

A Room with a View
Лучший фильм на иностранном языке: 

Ран 

乱
< 39-я Церемонии вручения 41-я >
40-я церемония вручения наград премии BAFTA, учреждённой Британской академией кино и телевизионных искусств, за заслуги в области кинематографа за 1986 год состоялась в 1987 году.
Специальная премия Flaherty Documentary Award была вручена документальной ленте «Шоа» режиссёра Клода Ланцмана.

## Полный список победителей и номинантов
| Победители выделены отдельным цветом. |

### Основные категории
| Категории                         | Победитель и номинанты                                                                |
| --------------------------------- | ------------------------------------------------------------------------------------- |
| Лучший фильм                      | • «Комната с видом» — Исмаил Мерчант, Джеймс Айвори                                   |
| Лучший фильм                      | • «Ханна и её сёстры» — Вуди Аллен, Роберт Гринхат                                    |
| Лучший фильм                      | • «Миссия» — Фернанда Джиа, Дэвид Путтнам, Ролан Жоффе                                |
| Лучший фильм                      | • «Мона Лиза» — Нил Джордан, Стивен Вулли, Патрик Кассаветти                          |
| Лучший фильм на иностранном языке | • «Ран» (режиссёр — Акира Куросава; страна — Япония, Франция)                         |
| Лучший фильм на иностранном языке | • «Тридцать семь и два по утрам» (режиссёр — Жан-Жак Бенекс; страна — Франция)        |
| Лучший фильм на иностранном языке | • «Джинджер и Фред» (режиссёр — Федерико Феллини; страна — Германия, Франция, Италия) |
| Лучший фильм на иностранном языке | • «Отелло» (режиссёр — Франко Дзеффирелли; страна — Италия, Нидерланды)               |
| Лучшая режиссёрская работа        | • Вуди Аллен — «Ханна и её сёстры»                                                    |
| Лучшая режиссёрская работа        | • Нил Джордан — «Мона Лиза»                                                           |
| Лучшая режиссёрская работа        | • Ролан Жоффе — «Миссия»                                                              |
| Лучшая режиссёрская работа        | • Джеймс Айвори — «Комната с видом»                                                   |
| Лучшая мужская роль               | • Боб Хоскинс — «Мона Лиза»                                                           |
| Лучшая мужская роль               | • Вуди Аллен — «Ханна и её сёстры»                                                    |
| Лучшая мужская роль               | • Майкл Кейн — «Ханна и её сёстры»                                                    |
| Лучшая мужская роль               | • Пол Хоган — «Данди по прозвищу «Крокодил»»                                          |
| Лучшая женская роль               | • Мэгги Смит — «Комната с видом»                                                      |
| Лучшая женская роль               | • Миа Фэрроу — «Ханна и её сёстры»                                                    |
| Лучшая женская роль               | • Мерил Стрип — «Из Африки»                                                           |
| Лучшая женская роль               | • Кэти Тайсон — «Мона Лиза»                                                           |
| Лучшая мужская роль второго плана | • Рэй МакЭнэлли — «Миссия»                                                            |
| Лучшая мужская роль второго плана | • Клаус Мария Брандауэр — «Из Африки»                                                 |
| Лучшая мужская роль второго плана | • Саймон Кэллоу — «Комната с видом»                                                   |
| Лучшая мужская роль второго плана | • Денхолм Эллиотт — «Комната с видом»                                                 |
| Лучшая женская роль второго плана | • Джуди Денч — «Комната с видом»                                                      |
| Лучшая женская роль второго плана | • Розмари Лич — «Комната с видом»                                                     |
| Лучшая женская роль второго плана | • Барбара Херши — «Ханна и её сёстры»                                                 |
| Лучшая женская роль второго плана | • Розанна Аркетт — «После работы»                                                     |
| Лучший адаптированный сценарий    | • «Из Африки» — Курт Льюдтке                                                          |
| Лучший адаптированный сценарий    | • «Комната с видом» — Рут Правер Джабвала                                             |
| Лучший адаптированный сценарий    | • «Цветы лиловые полей» — Менно Мейес                                                 |
| Лучший адаптированный сценарий    | • «Ран» — Акира Куросава, Хидэо Огуни, Масато Идэ                                     |
| Лучший адаптированный сценарий    | • «Дети меньшего бога» — Хэспер Андерсон, Марк Медофф                                 |
| Лучший оригинальный сценарий      | • «Ханна и её сёстры» — Вуди Аллен                                                    |
| Лучший оригинальный сценарий      | • «Миссия» — Роберт Болт                                                              |
| Лучший оригинальный сценарий      | • «Мона Лиза» — Нил Джордан, Дэвид Лиланд                                             |
| Лучший оригинальный сценарий      | • «Данди по прозвищу «Крокодил»» — Джон Корнелл, Пол Хоган, Кен Шейди                 |

### Другие категории
| Категории                                                          | Победитель и номинанты                                                  |
| ------------------------------------------------------------------ | ----------------------------------------------------------------------- |
| Лучшая музыка к фильму                                             | • «Миссия» — Эннио Морриконе                                            |
| Лучшая музыка к фильму                                             | • «Из Африки» — Джон Барри                                              |
| Лучшая музыка к фильму                                             | • «Комната с видом» — Ричард Роббинс                                    |
| Лучшая музыка к фильму                                             | • «Около полуночи» — Херби Хэнкок                                       |
| Лучшая операторская работа                                         | • «Из Африки» — Дэвид Уоткин                                            |
| Лучшая операторская работа                                         | • «Ран» — Такао Сайто, Масахару Уэда                                    |
| Лучшая операторская работа                                         | • «Миссия» — Крис Менгес                                                |
| Лучшая операторская работа                                         | • «Комната с видом» — Тони Пирс-Робертс                                 |
| Лучшие визуальные эффекты                                          | • «Чужие» — Стэн Уинстон, Брайан Джонсон, Роберт Скотак и другие…       |
| Лучшие визуальные эффекты                                          | • «Миссия» — Питер Хатчинсон                                            |
| Лучшие визуальные эффекты                                          | • «Лабиринт» — Рой Филд, Джордж Гиббс, Брайан Фрауд и другие…           |
| Лучшие визуальные эффекты                                          | • «Сказочный ребёнок» — Крис Карр, Джон Стивенсон и другие…             |
| Лучший грим                                                        | • «Ран» — Сёхисиро Мэда, Тамэюки Айми, Тихако Найто, Норико Такэмидзава |
| Лучший грим                                                        | • «Чужие» — Питер Робб-Кинг                                             |
| Лучший грим                                                        | • «Сид и Нэнси» — Питер Фрэмптон                                        |
| Лучший грим                                                        | • «Сказочный ребёнок» — Дженни Ширкор                                   |
| Лучший дизайн костюмов                                             | • «Комната с видом» — Дженни Беван, Джон Брайт                          |
| Лучший дизайн костюмов                                             | • «Ран» — Эми Уэда                                                      |
| Лучший дизайн костюмов                                             | • «Миссия» — Энрико Саббатини                                           |
| Лучший дизайн костюмов                                             | • «Из Африки» — Милена Канонеро                                         |
| Лучшая работа художника-постановщика                               | • «Комната с видом» — Джанни Каранта, Брайан Эккленд-Сноу               |
| Лучшая работа художника-постановщика                               | • «Ран» — Ёсиро Мураки, Синобу Мураки                                   |
| Лучшая работа художника-постановщика                               | • «Миссия» — Стюарт Крэйг                                               |
| Лучшая работа художника-постановщика                               | • «Чужие» — Питер Ламонт                                                |
| Лучший монтаж                                                      | • «Миссия» — Джим Кларк                                                 |
| Лучший монтаж                                                      | • «Ханна и её сёстры» — Сьюзан Морз                                     |
| Лучший монтаж                                                      | • «Мона Лиза» — Лесли Уокер                                             |
| Лучший монтаж                                                      | • «Комната с видом» — Хамфри Диксон                                     |
| Лучший звук                                                        | • «Из Африки» — Том МакКарти младший, Питер Хэндфорд, Крис Дженкинс     |
| Лучший звук                                                        | • «Комната с видом» — Тони Ленни, Рэй Беккетт, Ричард Кинг              |
| Лучший звук                                                        | • «Миссия» — Иэн Фуллер, Билл Роу, Клайв Уинтер                         |
| Лучший звук                                                        | • «Чужие» — Дон Шарп, Рой Чармен, Грэм Хартстоун                        |
| Лучший короткометражный фильм                                      | • «La Boule» — Саймон Шор                                               |
| Лучший короткометражный фильм                                      | • «Night Move» — Гур Хеллер                                             |
| Лучший короткометражный фильм                                      | • «King’s Christmas» — Грэм Диксон                                      |
| Лучший короткометражный фильм                                      | • «Mohammed’s Daughter» — Сури Кришнамма                                |
| Michael Balcon Award за вклад в развитие британского кинематографа | • Film Production Executives                                            |
| BAFTA Academy Fellowship Award                                     | • Федерико Феллини — кинорежиссёр                                       |